# 8 Ursae Minoris
8 Ursae Minoris (Baekdu) – gwiazda w gwiazdozbiorze Małej Niedźwiedzicy, o typie widmowym K0. Znajduje się około 533 lata świetlne od Słońca.

## Charakterystyka
8 Ursae Minoris należy do wczesnego typu widmowego K, jest 1,8 razy masywniejsza od Słońca i ma prawie dziesięciokrotnie większą średnicę. Gwiazdę okrąża planeta, gazowy olbrzym półtora raza masywniejszy od Jowisza o oznaczeniu 8 Ursae Minoris b (Halla). Krąży on w odległości około pół jednostki astronomicznej od gwiazdy.

## Nazwa
Gwiazda ma nazwę własną Baekdu, pochodzącą od najwyższego szczytu na Półwyspie Koreańskim. Nazwa została wyłoniona w konkursie zorganizowanym w 2019 roku przez Międzynarodową Unię Astronomiczną w ramach stulecia istnienia organizacji. Uczestnicy z Korei Południowej mogli wybrać nazwę dla tej gwiazdy. Spośród nadesłanych propozycji zwyciężyła nazwa Baekdu dla gwiazdy i Halla dla planety.